# Accord de statut des forces

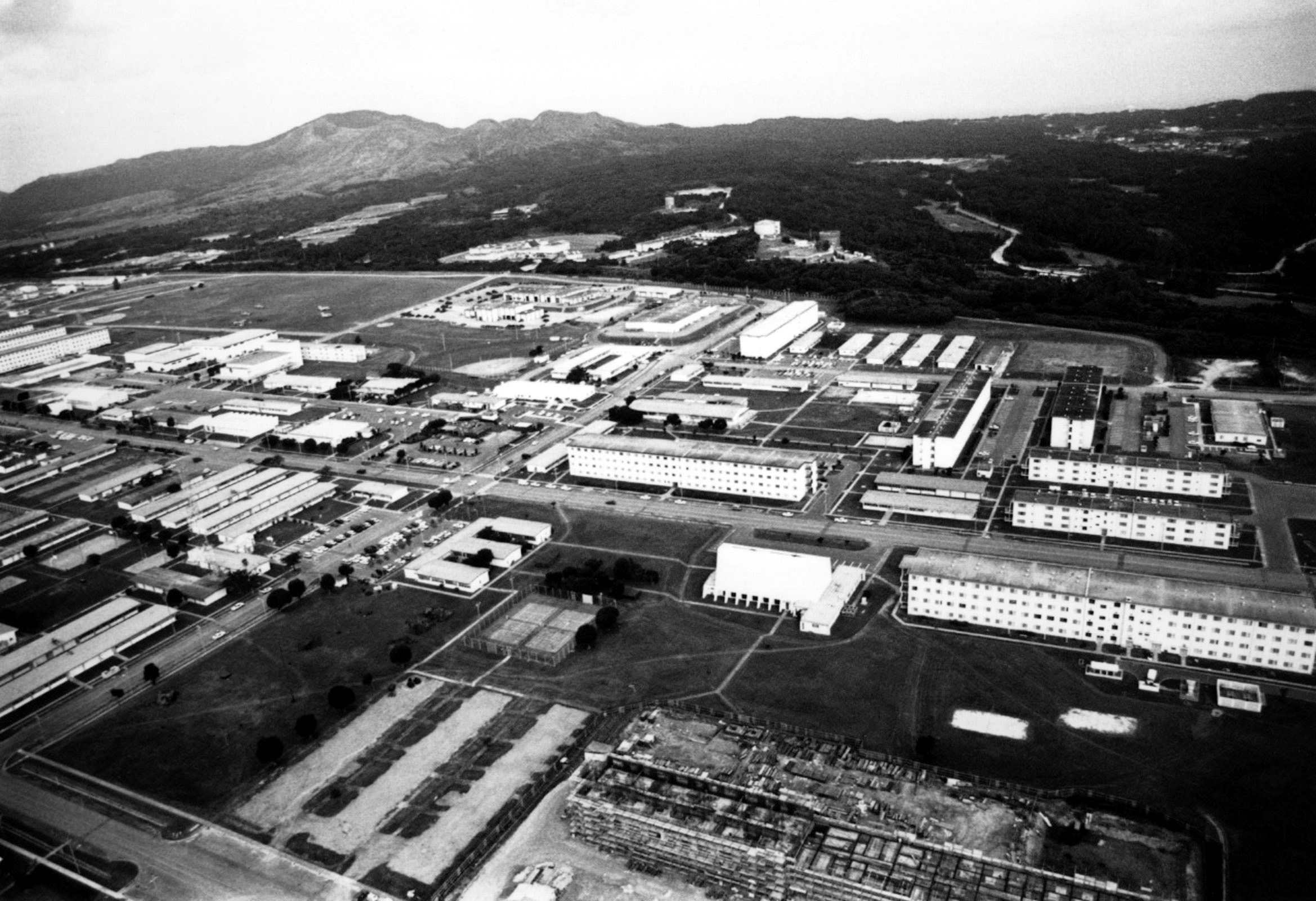
Le Camp Hansen est un camp militaire des marines américains à Okinawa au Japon dans la cadre d’un accord de statut des forces entre les 2 pays.

Un accord de statut des forces à l'étranger, aussi appelé Status of Forces Agreement (SOFA) par emprunt à l'anglais, est une entente juridique entre un pays et une nation étrangère stationnant des forces armées dans ce pays. Lorsqu’il s’agit d’une mission civile, l’accord porte sur le statut de la mission, il s'agit d'un Status of Mission Agreement (SOMA).

## Signataires
Au début du XXIe siècle, les États-Unis déploient le plus grand nombre de militaires en pays étrangers : ils détiennent le plus grand nombre de SOFA. Le Royaume-Uni, la France, l'Australie, l'Allemagne, la Russie, la Corée du Sud et plusieurs autres nations déploient également des troupes en pays étrangers : elles aussi ont signé des SOFA. Par le passé, l'Union soviétique avait signé des SOFA avec ses pays satellites. 
La plupart des SOFA signés par les États-Unis sont publics, les autres sont classifiés. Par exemple, le Japon a signé un SOFA avec les États-Unis en 1960 dans le cadre de l'article VI du traité de coopération mutuelle et de sécurité entre les États-Unis et le Japon.
Les États membres de l'OTAN ont signé en 1951 le NATO Status of Forces Agreement régissant de manière générale le statut des forces des États membres de cette alliance stationnant dans les pays alliés. Les gouvernements des États de l'Union européenne en prenant ce texte pour base ont signé le 17 novembre 2003 le European Union Status of Forces Agreement réglementant le statut légal du personnel civil et militaire des pays de l'UE stationnant sur le territoire d'un autre État membre dans le cadre de la PESC et l'UE en tant que tel signent des accords avec d'autres États tels celui avec les Seychelles en novembre 2009 lors de ses opérations militaires.

## Termes
Un SOFA est destiné à clarifier les termes sous lesquelles les troupes stationnées peuvent intervenir et doivent se comporter. Les questions relatives aux opérations militaires, tels la localisation des bases et l'accès aux services, sont couvertes par des ententes séparées.
Un SOFA se concentre le plus souvent sur les problèmes juridiques entourant les activités des personnels militaires et leurs biens. Il peut viser les droits d'entrée et de sortie du pays, les impôts dus, les services postaux ou les contrats d'emploi pour les natifs du pays hôte. Cependant, les points les plus importants de ces ententes se rapportent aux compétences civile et criminelle sur les bases militaires.
Pour les causes civiles, un SOFA indique comment les dommages causés par les troupes seront dédommagées. Pour les causes criminelles, les dédommagements varient. 

### États-Unis
En ce qui concerne les SOFA américains, les cours de justice américaines sont seules habilitées à juger les crimes commis par un soldat contre un autre employé de l'armée ou pendant son service militaire. Habituellement, les autres crimes sont de compétence nationale.

### France
Concernant les SOFA français, les autorités du pays d'accueil sont tenues de remettre un militaire de l'armée française ayant commis un crime ou un délit sur leur sol à la prévôté, représentée par des gendarmes français affectés auprès de toute force militaire déployée hors du territoire national. Officiers de police judiciaire, ces gendarmes présents sont les représentants officiels du procureur de la République auprès du tribunal aux armées de Paris, seul apte jusqu'à sa dissolution en 2012 à juger les infractions commises par des militaires hors du territoire, et depuis le 1er janvier 2012 une chambre spécialisée du tribunal de grande instance de Paris.

## Application
L'application des SOFA est complexifiée par le fait que plusieurs pays hôtes ont des sentiments contradictoires vis-à-vis des troupes étrangères déployées sur leur territoire. Les demandes de re-négociation des SOFA sont souvent assorties d'exigences de départ des troupes.
Également, il existe des problèmes touchant aux coutumes nationales. Par exemple, les États-Unis et les pays hôtes s'entendent souvent sur ce que constitue un crime. Par contre, plusieurs observateurs américains de la scène politique internationale estiment que plusieurs pays hôtes ont un système judiciaire offrant moins de protection aux accusés que celui offert aux É.-U. De plus, les cours de justice de ces pays hôtes seraient plus sensibles à la pression populaire, les incitant à prononcer un verdict de culpabilité. Finalement, les personnels militaires américains qui doivent effectuer leur service militaire dans un pays étranger ne devraient pas être forcés à abandonner les droits qui leur sont donnés par la Déclaration des Droits américaine.
Par contre, les observateurs de pays hôtes qui n'ont pas de Déclaration des Droits équivalente, ont souvent le sentiment qu'il s'agit d'excuses superficielles mises de l'avant dans le but d'obtenir des avantages. Ils affirment également que cette politique étrangère rappelle fortement les ententes extraterritoriales exigées par les pays occidentaux à l'époque du colonialisme. 
La Corée du Sud, un pays accueillant des troupes américaines, épouserait cette position. Par ailleurs, ce pays stationne des forces militaires au Kirghizistan et a négocié un SOFA qui confère à ses troupes une totale immunité judiciaire pour n'importe quel crime. Pourtant, sa population demande que le SOFA signé avec les É.-U. soit rouvert, car elle a le sentiment qu'il est abusif.
Selon The Economist, dans les années 1950, les personnels militaires américains commettaient en moyenne, par mois, 30 crimes passibles de prison. Si les autorités judiciaires des pays hôtes avaient jugé ces soldats, la réputation des États-Unis aurait souffert, ce qui expliquerait en partie leur désir de contrôler les tribunaux jugeant ces personnes. Également, le SOFA signé entre le Japon et les États-Unis amènerait les forces policières japonaises à abuser des droits d'habitants vivant près des bases militaires américaines.